# 教育可能性
教育可能性（きょういくかのうせい）とは、教師の働きかけによって児童・生徒を伸ばせる可能性を指す言葉である。
コメニウスは、人生初期たる学齢期であるならば、属性に拘らず、模倣により教育可能性があるとした。そこでは、児童は人間工場とでも呼ばれ得る学校において、ベルトコンベアーに乗せられ、教師の手により生産されるとする。児童は、従順な物的素材と見做される。